# Eupithecia usta
Eupithecia usta là một loài bướm đêm trong họ Geometridae.